# Eugène Yvert
Pour les articles homonymes, voir Yvert.
Eugène Yvert (né le 25 février 1794 à Marly-le-Roi et mort le 24 février 1878 à Amiens) était un journaliste légitimiste, auteur dramatique  et poète. Pour publier La Gazette de Picardie et de l'Artois, il crée une imprimerie à Amiens à l'origine de l'éditeur philatélique Yvert et Tellier. En 1834 naît son fils Henry, qui épousera en 1865 Honorine François dite Mlle de Taisy. 

## Biographie
Monarchiste légitimiste, il vit à Paris jusqu'en 1831. Il a été secrétaire de la Société royale des Bonnes Lettres fondée en 1823 par Chateaubriand.
Au début de la Monarchie de Juillet, il s'installe à Amiens pour publier un journal légitimiste, La Gazette de Picardie et de l'Artois. Il y écrit lui-même en vers. La publication connaît un certain succès. De l'imprimerie d'Yvert sortent également des livres qui contribuent à la prospérité de l'entreprise. Parmi ces ouvrages, les Antiquités celtiques et antédiluviennes de Jacques Boucher de Perthes.
Avec l'avènement du Second Empire, Yvert doit cesser la publication de sa gazette. Il vend son imprimerie à son fils Henry Yvert dans les années 1860. Celui-ci crée un nouveau journal légitimiste, L'Écho de la Somme.

## Ouvrages
- Épître royaliste à un officier de l'expédition d'Alger, lue à la Société royale des Bonnes-lettres dans sa séance du 5 avril 1830.
- Mémoire sur les conseils de prud'hommes, séance du 7 décembre 1841, imprimerie de H. Fournier, 1841.
- Avec Baudry, Mémoire sur la responsabilité des imprimeurs, séance du 22 février 1842, imprimerie de H. Fournier, 1842.
- Mémoire sur le recrutement de l'armée, imprimerie de H. Fournier, février 1843.
- À ma gazette : imitation de la IXe Satire de Boileau, imprimerie de Eugène Yvert, 1844.
- Le Peureux, esquisse dramatique en 3 parties, imprimerie de Eugène Yvert, 1845.
- Du Cange et Gresset aux Champs-Élysées, dialogue, [signé du 18 septembre 1849], imprimerie de Eugène Yvert.
- Hommage à Madame Sontag, [signé du 17 mars 1851].
- Les Inconvéniens du spectacle, épître, imprimerie de F. Locquin, 1851.
- Un revenant, comédie en 2 actes et en vers, [Amiens, théâtre d'Amiens, 5 février 1852], imprimerie de Eugène Yvert, 1852.
- La Cathédrale et le Musée, dialogue, 1857.
- La Cavalcade de 1857, dialogue entre deux statues, imprimerie de Eugène Yvert, 1857.
- La Cathédrale et le Musée, second dialogue, imprimerie de Eugène Yvert, 1858.
- Faut-il enlever la paille ?, comédie en 1 acte et en vers, imprimerie de Eugène Yvert, 1860.
- Mélanges poétiques, par Eugène Yvert...imprimerie de Eugène Yvert, 1860.
- L'Égoïste, comédie en 2 actes et en vers, 1864.
- Une candidature au Conseil municipal d'Amiens, imprimerie de Eugène Yvert, 1865.
- Épître au fauteuil de Molière, imprimerie de Trouvé, sans date.
- Les Odes d'Horace. Traduction nouvelle en vers français par Eugène Yvert, 1869.
- Élégies de Tibulle, traduites en vers français par Eugène Yvert, 1877.